# I Will Never Let You Down
I Will Never Let You Down è un singolo della cantante britannica Rita Ora, pubblicato il 31 marzo 2014.

## Antefatti e descrizione
Nel mese di gennaio 2014, Rita Ora è apparsa accanto a Nick Grimshaw e Paolo Nutini per presentare i Radio 1 Big Weekend 2014 a Glasgow. Durante la promozione, ha confermato di aver collaborato con Calvin Harris su una nuova canzone.

## Promozione
L'anteprima del brano è stata descritta in pubblicità commerciale da Rita Ora per via di "Rimmel London Cosmetics" durante i BRIT Awards 2014 il 19 febbraio. La canzone in anteprima mondiale viene trasmessa sul Capital FM Breakfast Mostra il 31 marzo 2014.

## Video musicale
Il video diretto da Francesco Carrozzini è stato pubblicato su VEVO il 31 marzo 2014, contando più di 100 milioni di visualizzazioni risultando il video più visto sul suo canale e diventando così il primo VevoCertified della cantante.

## Tracce
1. I Will Never Let You Down – 3:23 (Calvin Harris)

Remixes
1. I Will Never Let You Down (R3hab Remix) – 4:11
2. I Will Never Let You Down (Gregor Salto Vegas Club Mix) – 6:17
3. I Will Never Let You Down (Gregor Salto Vegas Radio Mix) – 3:41
4. I Will Never Let You Down (Gregor Salto Vegas Radio Instrumental) – 3:42
5. I Will Never Let You Down (Steve Smart and WestFunk Club Mix) – 4:51
6. I Will Never Let You Down (Steve Smart and WestFunk Radio Edit) – 3:08
7. I Will Never Let You Down (DJ Escape and Tony Coluccio Main Mix) – 7:41
8. I Will Never Let You Down (DJ Escape and Tony Coluccio Radio Mix) – 4:38
9. I Will Never Let You Down (DJ Escape and Tony Coluccio Dub) – 6:41
10. I Will Never Let You Down (Digital Dog Remix) – 5:52
11. I Will Never Let You Down (Digital Dog Radio Edit) – 4:00

## Classifiche
| Classifica (2014) | Posizione massima |
| ----------------- | ----------------- |
| Australia         | 5                 |
| Austria           | 15                |
| Canada            | 62                |
| Francia           | 125               |
| Germania          | 23                |
| Irlanda           | 9                 |
| Italia            | 79                |
| Nuova Zelanda     | 9                 |
| Regno Unito       | 1                 |
| Stati Uniti       | 77                |
| Svizzera          | 12                |